# نهر كوكس
نهر كوكس (بالإنجليزية: Coxs River)‏

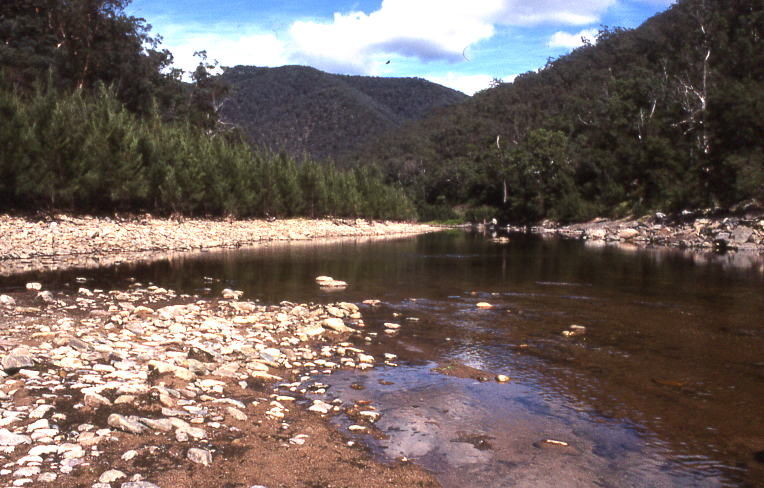
نهر كوكس

 هو نهر في ولاية نيوساوث ويلز، أستراليا, يبدأ غرباً من مدينة ليثغو ويتدفق جنوبا لعدة كيلومترات قبل ان يتحول إلى التدفق شرقاً إلى بحيرة Burragorang, البحيرة التي تم تكونت عندما تم بناء سد Warragamba. بالتالي يعتبر النهر رافد رئيسي لسد Warragamba، الذي يمد المياه في معظم سيدني، عاصمة ولاية نيو ساوث ويلز.
بالنسبة إلى السكان الأصليين الذين يعيشون في المنطقة منذ آلاف السنين، كان نهر كوكس واحد من اثنين الممرات التي يمكن أن تستخدم لعبور الجبال الزرقاء، والآخر هو جسر Bilpin، وكان نهر كوكس أسهل طريقة لعبور الجبال، ولكن هذه الحقيقة لم تكن معروفة إلى المستوطنين الأوروبيين، الذين كانت الجبال حاجزا غير سالكة على ما يبدو، ولكن فيما كان جون ويلسون، أول أوروبي يعبر الجبال الزرقاء.
مترجم من Coxs River